# Hibiscus ceratophorus
Hibiscus ceratophorus är en malvaväxtart som beskrevs av M. Thulin. Hibiscus ceratophorus ingår i Hibiskussläktet som ingår i familjen malvaväxter. Inga underarter finns listade i Catalogue of Life.